# Power Macintosh 9600

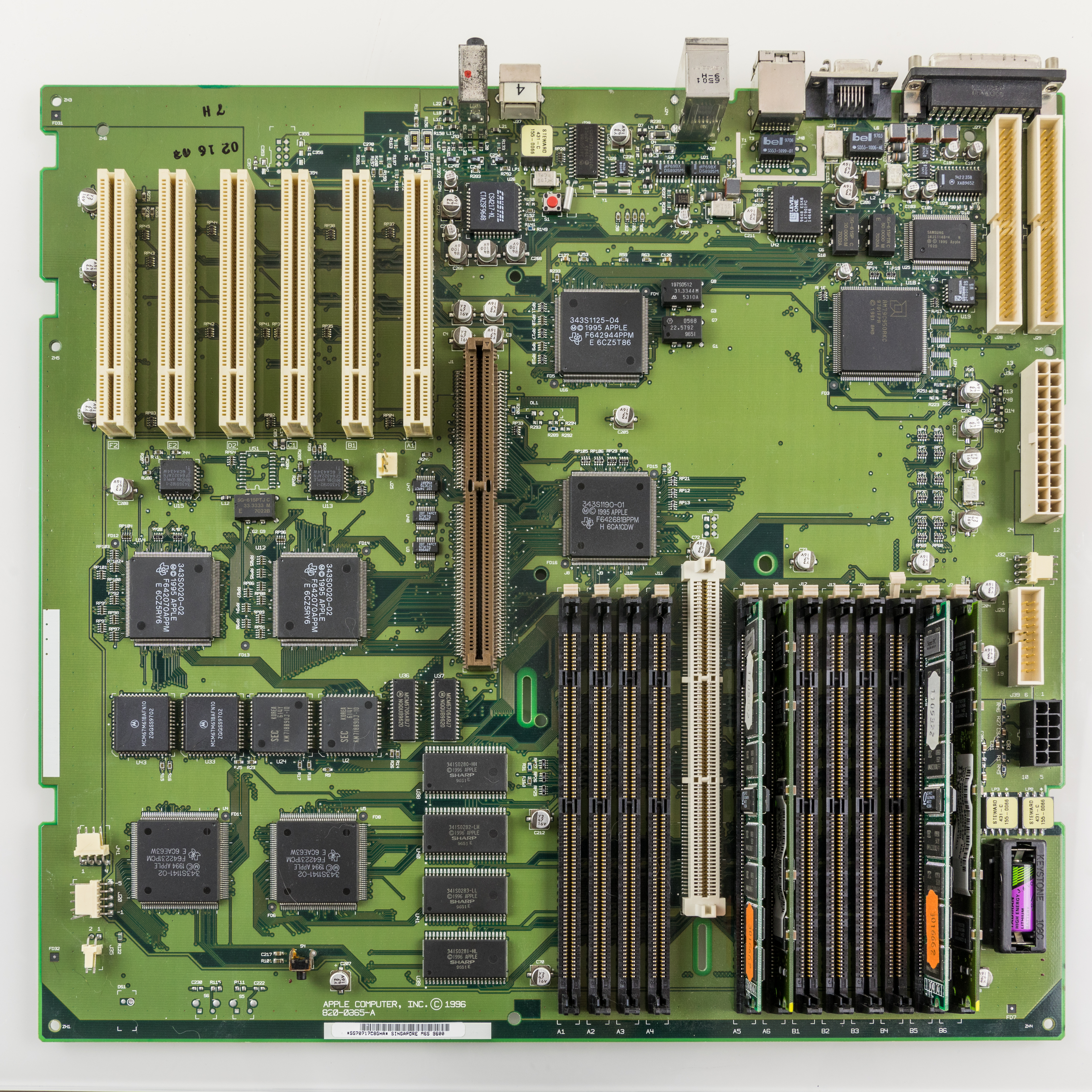
Het "Tsunami" moederbord van de 9600

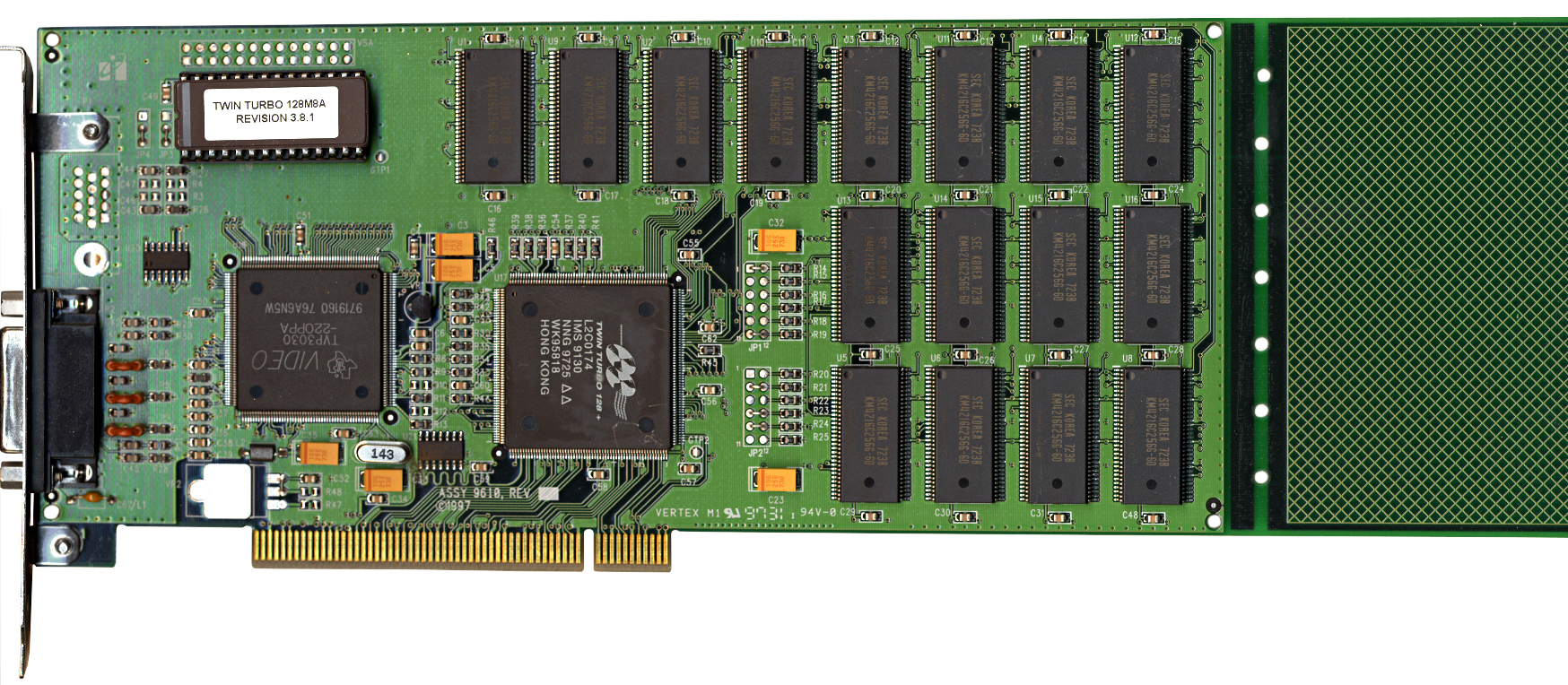
De IXMICRO TwinTurbo 128-bit PCI-videokaart

De Power Macintosh 9600 is een personal computer die ontworpen, gefabriceerd en verkocht werd door Apple Computer van februari 1997 tot maart 1998. De 9600 werd samen met de 7300 en 8600 geïntroduceerd en was als opvolger van de Power Macintosh 9500 het nieuwe topmodel van de tweede generatie Power Macintoshes. De 9600 werd ook met extra serversoftware verkocht als Apple Workgroup Server 9650.
Aanvankelijk werd de Power Macintosh 9600 aangeboden met PowerPC 604e-processoren in drie configuraties: een 200 MHz versie, een dual-processor 200 MHz versie en een 233 MHz versie. In augustus 1997 werd de 9600 opgewaardeerd met een 300 MHz of 350 MHz PowerPC 604ev-processor met een grotere level2-cache.
De 9600 gebruikte dezelfde behuizing als de 8600, maar was intern meer verwant aan de 9500 met 12 geheugensleuven en 6 PCI-slots. De 8600 beschikte slechts over 8 geheugensleuven en 3 PCI-slots. Net als bij zijn voorganger had het moederbord van de 9600 geen ingebouwde videomogelijkheden maar werd er een IXMICRO TwinTurbo 128-bit PCI-videokaart gebruikt. Het was tevens een van de laatste Macintoshes die over interne SCSI-schijven beschikte, latere modellen hadden IDE-schijven. Na de stopzetting van de 9600 zou het nog drie jaar duren vooraleer er terug een multi-processorconfiguratie werd aangeboden. Voor een model met 6 of meer PCI-slots was het zelfs wachten tot de Mac Pro uit 2019.
Officieel ondersteunde de 9600 Mac OS X niet, maar met behulp van de XPostFacto-software was het wel mogelijk om Mac OS X te installeren.
In november 1997 werd de 9600 opgevolgd door de Power Macintosh G3 (mini-tower), maar omdat de G3 minder uitbreidbaar was bleef de 9600 nog tot maart 1998 op de markt.

## Modellen
Beschikbaar vanaf 17 februari 1997:
- Power Macintosh 9600/200: 200 MHz PowerPC 604e, 32 MB RAM en een 4 GB harde schijf.[3]
- Power Macintosh 9600/200MP: 2× 200 MHz PowerPC 604e, 32 MB RAM en een 4 GB harde schijf.[4]
- Power Macintosh 9600/233: 233 MHz PowerPC 604e, 32 MB RAM en een 4 GB harde schijf.[5]

Beschikbaar vanaf 21 april 1997:
- Workgroup Server 9650/233: 233 MHz PowerPC 604e, 32 MB RAM, een 4 GB Ultra Wide SCSI harde schijf en extra server software.[6]

Beschikbaar vanaf 5 augustus 1997:
- Power Macintosh 9600/300: 300 MHz PowerPC 604ev, 64 MB RAM en een 4 GB harde schijf.[7]
- Power Macintosh 9600/350: 350 MHz PowerPC 604ev, 64 MB RAM en een 4 GB harde schijf.[8]
- Workgroup Server 9650/350: 350 MHz PowerPC 604ev, 64 MB RAM, twee 4 GB Ultra Wide SCSI harde schijven en extra server software.[9]

## Specificaties
- Processor: PowerPC 604e @ 200 of 233 MHz, PowerPC 604ev @ 300 of 350 MHz
- FPU : geïntegreerd in de processor
- PMMU : geïntegreerd in de processor
- Systeembus snelheid: 50 MHz
- ROM-grootte: 4 MB
- Databus: 64 bit
- RAM-type: 70 ns 168-pin DIMM
- Standaard RAM-geheugen: 32 MB
  - Uitbreidbaar tot maximaal 1536 MB
  - RAM-sleuven: 12
- Standaard video-geheugen: 4 MB EDO SGRAM[a]
  - Uitbreidbaar tot maximaal 8 MB EDO SGRAM
- Standaard diskettestation: 3,5-inch, 1,44 MB (manueel)
- Standaard harde schijf: 4 GB (SCSI)
- Standaard optische schijf: 12x of 24x CD-ROM
- Uitbreidingssleuven: 6 PCI
- Type batterij: 3,6 volt lithium
- Uitgangen:
  - 1 ADB-poort (mini-DIN 4) voor toetsenbord en muis
  - 1 video-poort (DB-15)
  - 1 SCSI-poort (DB-25)
  - 2 seriële GeoPort poorten (mini-DIN 9)
  - 1 audio-uit (3,5 mm jackplug)
  - 1 microfoon (3,5 mm jackplug)
  - 2 ethernet (AAUI en RJ-45)[b]
- Ondersteunde systeemversies: 7.5.5 t/m 9.1
- Afmetingen: 43,9 cm × 38,4 cm × 43,9 cm (hxbxd)
- Gewicht: 15,9 kg

Uit productie: 1984: Macintosh 128K, Macintosh 512K · 1985: Macintosh XL · 1986: Macintosh Plus · 1987: Macintosh II, Macintosh SE · 1988: Macintosh IIx · 1989: Macintosh SE/30, Macintosh IIcx, Macintosh IIci, Macintosh Portable · 1990: Macintosh IIfx, Macintosh Classic, Macintosh IIsi, Macintosh LC serie · 1991: Macintosh Quadra 700, Macintosh Quadra 900, Apple PowerBook · Macintosh Classic II · 1992: Macintosh IIvx, Macintosh Quadra 950, PowerBook Duo, Macintosh Performa serie · 1993: Macintosh Centris serie, Macintosh Color Classic, Macintosh TV · Apple Workgroup Server · 1994: Power Macintosh · 1997: Power Macintosh G3, PowerBook G3, Twentieth Anniversary Macintosh · 1998: iMac · 1999: iBook, Power Mac G4 · 2000: Power Mac G4 Cube · 2001: PowerBook G4 · 2002: eMac, iMac G4 · 2003: Xserve, Power Mac G5 · 2004: iMac G5 · 2005: Mac mini · 2006: MacBook · 2015: MacBook (Retina) · 2017: iMac Pro

Huidige modellen: MacBook Air, MacBook Pro, iMac, Mac mini, Mac Studio, Mac Pro